# Hadleigh
Hadleigh è un paese di 7 239 abitanti della contea del Suffolk, in Inghilterra.